# Pupella Maggio
Pupella Maggio, pseudonimo di Giustina Maria Maggio (Napoli, 24 aprile 1910 – Roma, 8 dicembre 1999), è stata un'attrice italiana.

## Biografia
(Pupella Maggio, Poca luce in tanto spazio)
Nacque figlia d'arte e, come i suoi genitori, intraprese la strada del teatro. Insieme a lei anche altri fratelli calcarono le scene; tra questi Enzo, il primogenito, Beniamino, Dante e Icadio e le sorelle Rosalia e Margherita.
Il padre è stato uno dei più grandi capocomici e fini dicitori della storia del teatro partenopeo: Domenico Maggio e la madre Antonietta Gravante, erede della famosa famiglia Gravante, gestori del rinomato circo equestre "Carro di Tespi". La madre ebbe le doglie proprio durante le prove di uno spettacolo al Teatro Orfeo in via Carriera Grande (nei pressi della stazione ferroviaria di Napoli, a due passi da Piazza Garibaldi), e pertanto la piccola Giustina vide la luce nel camerino dello stesso. In tutto la madre Antonietta mise al mondo sedici figli.

### Teatro Scarpettiano
Il battesimo artistico lo ricevette all'età di circa due anni, quando con la compagnia teatrale del padre rivestì il ruolo della bambola di pezza nello spettacolo di Eduardo Scarpetta La pupa movibile. Fu questa partecipazione e il vezzeggiativo datole dal padre Mimì a far sì che piccola Giustina venisse chiamata affettuosamente Pupella. Lasciò la scuola ai primi anni delle elementari e sin da piccina prese parte agli spettacoli diretti dal padre, che in quegli anni riscuoteva successo con la famosa sceneggiata napoletana. Seguì la compagnia per tutte le tournée, ma non le mancarono esperienze lontano dalla famiglia come per la rivista La Rinie nº1.
Negli anni quaranta decise di abbandonare temporaneamente le scene, a seguito della morte della madre (1940) e del padre (1943). Trasferitasi a Roma, intraprese il mestiere di modista, ma un'amicizia con alcuni ebrei che nascondeva in casa la costrinse ad andare altrove. Si diresse a Terni dove lavorò in un'acciaieria, per la quale curava le regie teatrali degli spettacoli del dopolavoro. La notizia dell'amicizia scottante circolava, quindi dovette andare di nuovo altrove: Napoli, poi Stroncone, ancora Roma e infine Milano. Qui raggiunse sua sorella Rosalia e sempre qui lavorò in una compagnia di rivista al Teatro Nuovo, accanto a Remigio Paone, Carlo Croccolo, Dolores Palumbo e altri ancora.

### Con Eduardo De Filippo

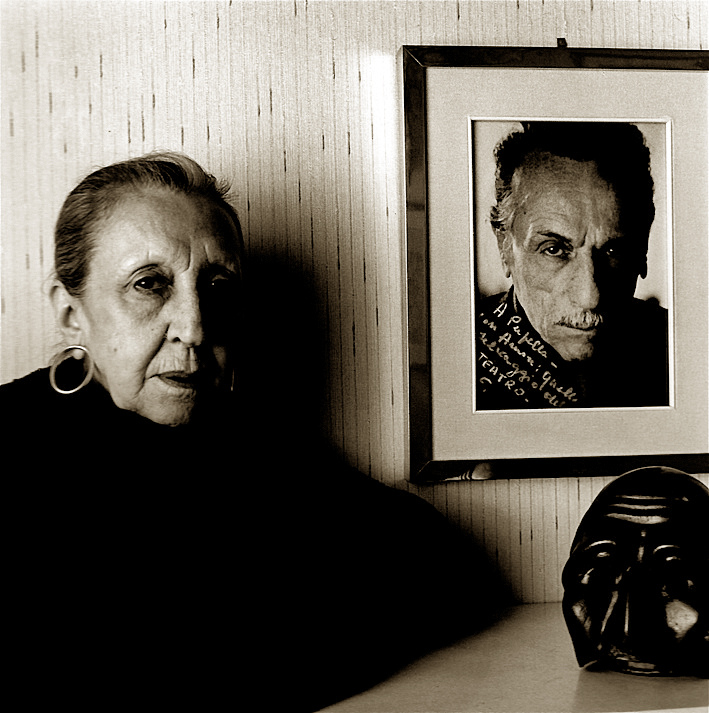
Pupella Maggio - Ritratto di Augusto De Luca

La sua insofferenza migratoria la riportò a Napoli e da lì a qualche anno ebbe modo di conoscere il suo maestro Eduardo De Filippo. Entrò nella Scarpettiana nel 1954, la compagnia diretta da Eduardo De Filippo, che metteva in scena i testi del padre Eduardo Scarpetta. Fu solo dopo la morte di Titina De Filippo che iniziò a ottenere quel successo che meritava. Dovette sostituirla per il ruolo di Filumena Marturano, per quello di Concetta in Natale in casa Cupiello e in altre parti.
Nel 1959 la sua consacrazione quale primadonna l'ottenne grazie al ruolo di Rosa in Sabato, domenica e lunedì, personaggio scritto apposta per lei dal grande Eduardo e che le fece vincere tre grandi premi: la Maschera d'oro, il premio San Genesio e il premio Nettuno. A seguito della prima di una lunga serie di incomprensioni, nel 1960 Pupella si allontanò da Eduardo per lasciarsi dirigere da Luchino Visconti ne L'Arialda di Giovanni Testori.

### Al cinema
Sempre nel 1960 inizia la sua vera e significativa esperienza cinematografica: tra i tanti registi ricordiamo Mario Amendola, Camillo Mastrocinque, Mauro Morassi in un primo luogo, per poi passare al grande Vittorio De Sica, Roberto Rossellini, Nanni Loy e lo statunitense John Huston nel film La Bibbia.
Ottenne il Nastro d'argento alla migliore attrice non protagonista nel 1969 per il ruolo de la prima paziente ne il medico della mutua di Luigi Zampa, accanto ad Alberto Sordi. Intanto svariate furono le volte in cui tornò sotto la direzione di Eduardo, ma non mancarono grandi registi come il napoletano Giuseppe Patroni Griffi in testi come Napoli notte e giorno, ispirato ai testi di Raffaele Viviani, in Persone naturali e strafottenti e nel testo scritto apposta per lei In memoria di una signora amica.
Il 1973 fu l'anno del famoso film Amarcord di Federico Fellini, vincitore del premio Oscar come miglior film straniero, al quale Pupella prese parte nel toccante ruolo della madre del protagonista, doppiata però da Ave Ninchi.
Con grande successo tornò in scena, nuovamente insieme a Eduardo, in una riedizione di Natale in casa Cupiello, che nel 1977 venne allestita per la televisione. Dal 1979 iniziarono gli anni in cui Pupella partecipò attivamente alle messinscena diretta da Antonio Calenda in diversi testi che le diedero modo di portare fuori un'interpretazione all'apice della sua maturità. Fu il momento di Brecht del quale Calenda curò la regia de La madre, in una Pupella nei panni di Pelagia Vlassova, un personaggio che grazie all'interpretazione del tutto personale dell'attrice divenne madre napoletana e insieme universale.
Nel 1981 è accanto all'amico di sempre Pietro De Vico nello spettacolo Farsa, tratto dai testi di Antonio Petito (adattamento e riscrittura di Antonio Calenda ed Ettore Massarese): nel 1983 si trasferisce stabilmente a Roma e insieme ai fratelli, Rosalia e Beniamino, va in scena con la regia di Calenda col testo ...'Na sera...'e Maggio. Fu l'ultima volta che i fratelli recitarono insieme, e grazie a questa pièce ottennero il "premio della critica italiana per la Stagione di Prosa 1982-1983" come miglior spettacolo dell'anno e per l'interpretazione particolarmente singolare. Un ictus cerebrale bloccò Beniamino nel camerino del Teatro Biondo di Palermo.
Fu la volta dell'Amleto di Shakespeare, da cui Calenda trasse Questa sera... Amleto, con la collaborazione di Mario Prosperi. Successivamente sempre Calenda le propone uno dei testi più famosi del drammaturgo Samuel Beckett: Aspettando Godot. Il 1º aprile del 1987 ebbe un incidente stradale che la costrinse a fermarsi per qualche tempo.

### Ultimi anni

Pupella Maggio in una scena di Nuovo Cinema Paradiso

Si trasferì a Todi, confrontandosi successivamente ancora col cinema. Fu la madre ormai anziana del protagonista nel film da Oscar Nuovo Cinema Paradiso di Giuseppe Tornatore del 1988. Nel 1997 scrisse e pubblicò il suo primo e unico romanzo, l'autobiografico Poca luce in tanto spazio per Carlo Grassetti Editore.

### Morte
Muore all'ospedale Sandro Pertini di Roma per emorragia cerebrale, l'8 dicembre 1999 all'età di 89 anni. Qualche mese prima, ad agosto, aveva partecipato al film Fate come noi del giovane regista Francesco Apolloni, che rimane la sua ultima apparizione. Il funerale è stato celebrato dopo due giorni nella Chiesa degli artisti in piazza del Popolo; riposa al cimitero di Prima Porta a Roma.
Il presidente della Repubblica Carlo Azeglio Ciampi emise il seguente comunicato:
(Carlo Azeglio Ciampi, 9 dicembre 1999)

## Vita privata
Nel 1976 divorziò da Luigi Dell'Isola, che aveva sposato nel 1962.

## Filmografia
- Sperduti nel buio, regia di Camillo Mastrocinque (1947)
- Il Passatore, regia di Duilio Coletti (1947)
- Il medico dei pazzi, regia di Mario Mattoli (1954)
- Il terribile Teodoro, regia di Roberto Bianchi Montero (1958)
- Serenatella sciuè sciuè, regia di Carlo Campogalliani (1958)
- Mogli pericolose, regia di Luigi Comencini (1958)
- Il terrore dell'Oklahoma, regia di Mario Amendola (1959)
- Sogno di una notte di mezza sbornia, regia di Eduardo De Filippo (1959)
- La duchessa di Santa Lucia, regia di Roberto Bianchi Montero (1959)
- Caravan petrol, regia di Mario Amendola (1960)
- A qualcuna piace calvo, regia di Mario Amendola (1960)
- Anonima cocottes, regia di Camillo Mastrocinque (1960)
- La ciociara, regia di Vittorio De Sica (1960)
- Mariti in pericolo, regia di Mauro Morassi (1961)
- Le quattro giornate di Napoli, regia di Nanni Loy (1962)
- La Bibbia, regia di John Huston (1966)
- Il medico della mutua, regia di Luigi Zampa (1968)
- Il prof. dott. Guido Tersilli primario della clinica Villa Celeste convenzionata con le mutue, regia di Luciano Salce (1969)
- Joe Valachi - I segreti di Cosa Nostra, regia di Terence Young (1972)
- Amarcord, regia di Federico Fellini (1973)
- Panagulis vive, regia di Giuseppe Ferrara (1980) - versione per il cinema
- Lacrime napulitane, regia di Ciro Ippolito (1981)
- I giorni del commissario Ambrosio, regia di Sergio Corbucci (1988)
- Nuovo Cinema Paradiso, regia di Giuseppe Tornatore (1988)
- Sabato, domenica e lunedì, regia di Lina Wertmüller (1990)
- Fate come noi, regia di Francesco Apolloni (2002) - postumo

## Prosa televisiva Rai
- La fortuna con l'effe maiuscola, regia di Eduardo De Filippo, trasmessa dal Programma nazionale il 17 aprile 1959.
- Il medico dei pazzi, regia di Eduardo De Filippo, trasmessa dal Programma nazionale l'11 maggio 1959.
- Natale in casa Cupiello, regia di Eduardo De Filippo, trasmesso da Rete 1 il 25 dicembre 1977.
- In memoria di una signora amica di Giuseppe Patroni Griffi, regia di Mario Ferrero, trasmessa dal Secondo canale il 28 ottobre 1978.
- Il cilindro, regia di Eduardo De Filippo, trasmessa dal Primo canale il 5 novembre 1978.
- Le voci di dentro, regia di Eduardo De Filippo, trasmessa dal Primo canale il 30 dicembre 1978.

## Riconoscimenti
- David di Donatello
  - 1989 – Candidatura alla miglior attrice non protagonista per Nuovo Cinema Paradiso

- Nastro d'argento
  - 1969 – Miglior attrice non protagonista per Il medico della mutua
  - 1974 – Candidatura alla miglior attrice non protagonista per Amarcord

- Festival di Taormina
  - 1993 – Candidatura al Pane d'oro Onorario

## Doppiatrici
- Maria Saccenti in Il Passatore
- Ave Ninchi in Amarcord